# Wright-Bellanca WB-1
O Wright-Bellanca WB-1 é um avião pioneiro, monoplano, monomotor, fechado, de asa alta, projetado por Giuseppe Mario Bellanca como parte de uma série de aeronaves de sucesso da marca "Bellanca". O Wright-Bellanca WB-1 foi criado por Bellanca para a Wright Aeronautical com a intenção de ser usado em voos de quebra de recordes.

## Desenvolvimento
O WB-1 era um monoplano de asa alta com trem de pouso convencional e construção toda em madeira. As carenagens do trem de pouso foram construídas para se estenderem a base das rodas.

## Histórico operacional
O WB-1 foi demonstrado no "Pulitzer Prize Air Races" de 1925 em Nova York. Nos voos do primeiro dia, o WB-1 registrou velocidade de 121,8 mph (196 km/h) em uma corrida de circuito fechado. No segundo dia, o WB-1 venceu, em uma competição de carga útil versus eficiência de potênca e velocidade, batendo um Curtiss Oriole e um Sikorsky S-31. Em 1926, o piloto Fred Becker bateu a aeronave que estava sobrecarregada em uma tentativa de recorde mundial de resistência. A aeronave deu uma cambalhota e se partiu em uma tentativa de pouso.

## Galeria

O Wright-Bellanca WB-1 em várias posições.
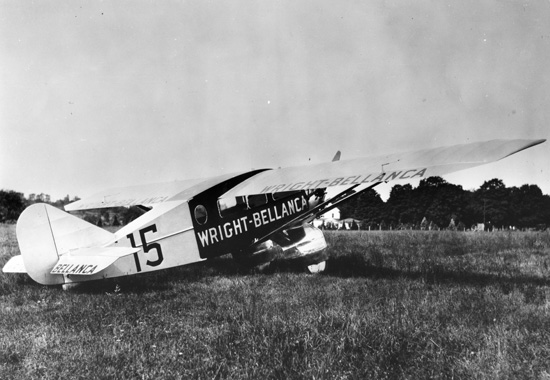
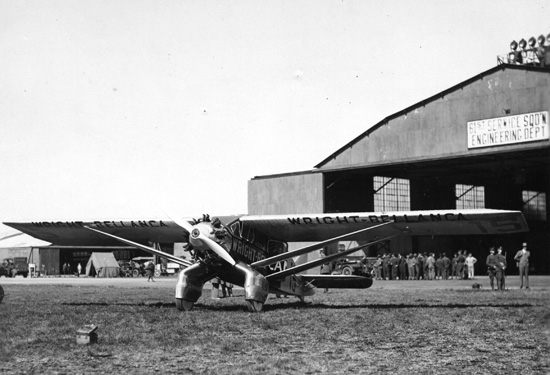
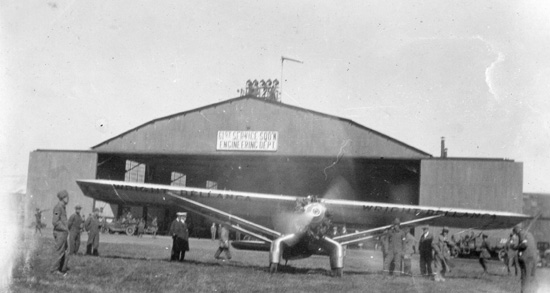
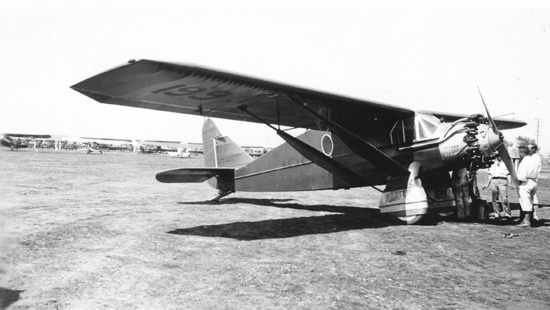
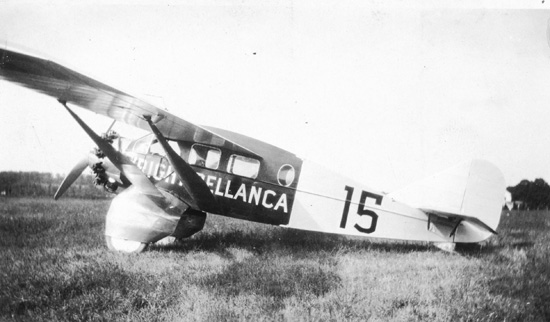
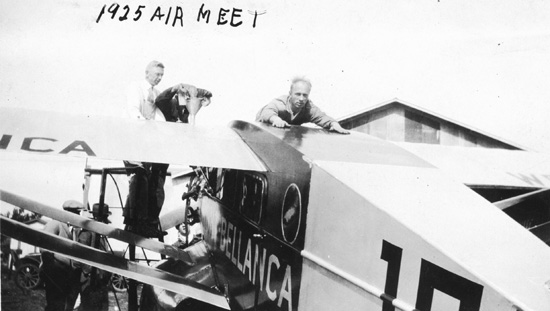

## Especificações (WB-1)
Dados de: Air and Space e Aerofiles
Descrições gerais
- Tripulação: 1 piloto
- Capacidade: 4 passageiros
- Comprimento: 7,54 m (25 ft)
- Envergadura: 14 m (46 ft)
- Área alar: 14 m² (151 ft²)

Motorização
- Número de motores: 1x
- Tipo do motor: Wright J-4 Whirlwind
- Potência por motor: 200 hp (149 kW)
- Descrição do propulsor/hélice: De 2 pás

Performance
- Velocidade máxima: 212 km/h (132 mph)
- Velocidade total em Nó: 39 kn (72,2 km/h)